# Холуй (Кировская область)
 Холуй  — деревня в Кумёнском районе Кировской области в составе Нижнеивкинского городского поселения.

## География
Расположена на расстоянии примерно 25 км на северо-запад от районного центра поселка Кумёны.

## История
Известна с 1764 года как починок Холуевский с населением 7 чел. В 1802 году в починке 4 двора. В 1873 году здесь (починок Холуевский или Холуй) дворов 8 и жителей 64, в 1905 (уже деревня Холуевская или Холуй) 11 и 80, в 1926 (Холуй) 15 и 90, в 1950 18 и 92, в 1989 оставалось 9 жителей. Настоящее название утвердилось с 1939 года. 

## Население
Постоянное население составляло 13 человек (русские 100%) в 2002 году, 3 в 2010.